# Новембар
Новембар је једанаести месец у години и има 30 дана.
Почетак месеца по јулијанском календару почиње 14-тог дана грегоријанског календара.
По Црквеном рачунању циклуса времена је трећи месец.

## Порекло речи или етимологија
Новембар је добио име од латинског (November). Месец је назван по “новем“ (девети месец) римског календара.
Новембар се код Срба, као и код неких словенских народа се назива још и МРАТИЊИ МЕСЕЦ, ГРУДЕН, и СТУДЕН као и у старосрпском.
Преко цркве су у српски народ ушли латински називи за месеце, а њихови гласовни ликови показују да су прошли кроз грчко посредство.
На староруском ГРУДЕЊ, слично старословенском и српском ГРУДЕН.
Код Чеха, Пољака, Словенаца и Украјинаца ЛИСТОПАД, слично белоруском ЛІСТАПАД.
Код Хрвата се назива СТУДЕНИ.

## Верски календари

### Хришћански празници
- Велики празници или црвено слово
- Свети великомученик Димитрије - Митровдан
- Сабор Светог Архангела Михајла - Аранђеловдан
- Србљак

- Житије Светих за новембар

## Историјски догађаји
- 1945. године проглашена Федеративна Народна Република Југославија, са Комунистичком партијом Југославије на власти.
- 1989. године срушен Берлински зид који је симболизовао поделу Европе на западни (капиталистички) и источни (социјалистички) део.
- 1995. године потписан Дејтонски мировни споразум којим је окончан троипогодишњи рат у Босни и Херцеговини.